# Wspólnota administracyjna Hainleite
Wspólnota administracyjna Hainleite (niem. Verwaltungsgemeinschaft Hainleite) – dawna wspólnota administracyjna w Niemczech, w kraju związkowym Turyngia, w powiecie Nordhausen. Siedziba wspólnoty znajdowała się w miejscowości Wolkramshausen. Powstała 1 sierpnia 1991.
Wspólnota administracyjna zrzeszała sześć gmin wiejskich (Gemeinde): 
1. Großlohra
2. Hainrode
3. Kleinfurra
4. Nohra
5. Wipperdorf
6. Wolkramshausen

1 stycznia 2019 wspólnota została rozwiązana. Gminy Hainrode, Nohra, Wipperdorf oraz Wolkramshausen zostały przyłączone do miasta Bleicherode. Dla gmin Großlohra oraz Kleinfurra miasto to pełni funkcję "gminy realizującej" (niem. "erfüllende Gemeinde").